# Erkan Zengin
Erkan Zengin (Fittja, 5 de agosto de 1985)  é um futebolista profissional sueco que joga como médio. Defende as cores do Adana Demirspor, Turquia.

## Carreira
Atua na seleção sueca desde 2013. Ele fez parte do elenco da Seleção Sueca de Futebol da Eurocopa de 2016.

## Ligações exteriores
- «Erkan Zengin» (em inglês). National Football Teams. Consultado em 16 de junho de 2013